# 88 aC
L'any 88 aC va ser un any del calendari romà prejulià. En aquell temps, era conegut com a any del consolat de Sul·la i Rufus (o, més rarament, any 666 ab urbe condita o de la fundació de la ciutat). L'ús del nom «88 aC» per referir-se a aquest any es remunta a l'alta edat mitjana, quan el sistema Anno Domini va ser el mètode de numeració dels anys més comú a Europa.

## Esdeveniments

### Antiga Grècia
- Mitridates VI Eupator, rei del Pont, envaeix Grècia, perquè els romans instiguen Nicomedes IV Filopàtor a envair el regne del Pont. Només la ciutat de Magnèsia del Sipilos i algunes ciutats de Lícia no són conquerides i es mantenen lleials a Roma, i entre les illes, Rodes i Cos són encara al camp romà. Mitridates decideix atacar-les i sotmet Cos ràpidament, però els rodis tenen una flota poderosa i resisteixen l'atac.[2]

### República Romana
- Luci Corneli Sul·la i Quint Pompeu Rufus són elegits cònsols.[3]
- Aquest any esclata la guerra entre Gai Mari i Sul·la. Pompeu Rufus lluita contra el seu antic amic Publi Sulpici Rufus, partidari de Mari, i en una batalla mor un fill seu. Perd el consolat i fuig a Nola on Sul·la hi té un exèrcit.[4]
- A Roma s'aproven unes lleis sobre els deutes dels senadors (els senadors amb grans deutes queden exclosos del Senat), sobre l'anul·lació de veredictes emesos per certs jurats i sobre la reorganització dels nous ciutadans a les tribus. Aquest conjunt de lleis s'anomenen Sulpicianes (pel tribú de la plebs que les proposa, Publi Sulpici Ruf, però troben l'oposició del Senat, on Sul·la n'era el dirigent. Les lleis són votades i per prevenir un intent de reacció, el comandament de les tropes que havia de marxar a Àsia (a la guerra contra Mitridates) se li pren a Sul·la i es lliura il·legalment a Gai Mari. Però Sul·la es rebel·la i ocupa Roma amb les seves legions. Mari fuig a Numídia. Sul·la promulga una sèrie de lleis Cornèlies que enforteixen el poder del Senat i dificulten la sobirania legislativa de l'assemblea popular.[5]
- Quint Cecili Metel Pius, un dels comandants a la guerra social contra els italians, derrota i mata al cap dels marsis Quint Pompedi Siló.[6]

## Necrològiques
- Mitridates II de Pàrtia.[7]
- Ptolemeu X Alexandre I, rei d'Egipte, en una batalla contra Ptolemeu IX Làtir, rei de Xipre.[8]
- Quint Pompeu Rufus, cònsol d'aquest any, quan el senat va privar del comandament de l'exèrcit a Gneu Pompeu Estrabó, partidari de Mari, en guerra encara contra els marsis i samnites, al provar de prendre el comandament a Estrabó, és assassinat pels seus mateixos soldats amotinats instigats per Estrabó.[9]